# Metopius consector
Metopius consector är en stekelart som beskrevs av Henry Keith Townes, Jr. 1959. Metopius consector ingår i släktet Metopius och familjen brokparasitsteklar. Inga underarter finns listade i Catalogue of Life.